# こいしさとし
こいし さとし（こいし さとし、1965年11月23日 - ）は、日本の漫画家。別名：小石さとし、小石諭。本名、小石諭。
新潟県新潟市中央区出身。敬和学園高等学校卒業後、東京デザイナー学院卒。

## 略歴
- 1989年に、『武士魂-サムライスピリッツ-』で第17回藤子不二雄賞佳作。

- 2008年に、成人型BWG症候群を発症。心肺停止による低酸素脳症で過去の記憶の一部を喪失するも、血行再建術により正常な心機能を取り戻す。

- 2010年より、胸にICDを埋め込む。

- 2011年に、頚椎後縦靭帯骨化症を発症。両手足に痺れが残るものの、現在も執筆活動を継続中。

## 作品リスト
- 武士魂-サムライスピリッツ-（月刊コロコロコミック 1989年）
- 激闘 ゲームボーイ（別冊コロコロコミック、読切り 1989年）
- 突撃!ゲームボーイ[1]（月刊コロコロコミック、全2巻 1989年）
- 特捜エクシードラフト（てれびくん 1992年）
- バーコードバトラー戦記 スーパー戦士出撃せよ!（コロコロコミック春休み増刊号 1992年）
- 電光超人グリッドマン（てれびくん 1993年）
- 仮面ライダーJ（てれびくん 1994年）
- 黄金勇者ゴルドラン（てれびくん 1995年）
- ストII 爆笑ギャグバトル（小学三・四・五年生 1994年 - 1996年）
- スーパービーダマン戦士ダン（小学三年生 1995年 - 1996年）
- 透明人間くん（小学五年生 1996年）
- すすめ!爆熱キックベース部（小学四年生 1996年） 他